# ボーロマコート
ボーロマコート王（สมเด็จพระเจ้าอยู่หัวบรมโกศ 1680年 - 1758年）は、タイのアユタヤ王朝の王の一人。先々王スリエーンタラーティボーディーの息子で、先王プーミンタラーチャーの弟。

## 生涯と業績
「プラ・バントゥーラノーイ」と称して副王の地位にあった。ターイサ王が病むと、アパイ王子に位を譲ろうとしたため、副王だった彼はこれを不服に思い、アパイ王子と衝突し、見事勝ったことから、王となった。後期アユタヤ朝の黄金時代を築いたとも評価されるが、1734年には中国系勢力による王宮襲撃を受け、1746年頃にも反乱が発生した。晩年は宮廷内での権力闘争が激化するなど、衰退の徴候もみられていた。
ボーロマコートは、スリランカへの仏教布教という業績を残した。そもそもスリランカ（セイロン島）では上座部仏教が盛んであったが、16世紀以降ポルトガルとオランダの進出にともなって、仏教が衰退していた。そのためキャンディ王国に使節を派遣し、タイの仏教の教義を特色とする上座部仏教の宗派サヤームニカーイ（シアム・ニカーヤ派）の基礎が築かれることになった。